# Албрехт фон Ландсберг
Албрехт Шенк фон Ландсберг (на немски: Albrecht Schenk von Landsberg; † 10 март 1517) е шенк на Ландсберг (в Саксония-Анхалт) и господар на Лойтен и Вендиш-Вустерхаузен (в Бранденбург).
Той е син на Ото Шенк фон Ландсберг († 1499) и съпругата му Амабилия фон Биберщайн-Зорау (* 30 март 1452; † пр. 20 ноември 1507), дъщеря на Венцел фон Биберщайн-Зорау († 1472) и Агнес фон Кверфурт († 1481). Внук е на Ханс Шенк фон Ландсберг († сл. 1442) и правнук на Ото Шенк фон Ландсберг, Тойпиц-Зайда († сл. 1415). Праправнук е на Албрехт Шенк фон Ландсберг, Тойпиц-Зайда († сл. 1363), който е син на Хайнрих Шенк фон Шенкендорф († сл. 1336).
Той има четири братя: Ханс († 1501/1507), Ото († сл. 1535), Георг († сл. 1497), Хайнрих († сл. 1523/1533). Сестра му Доротея († 1535) се омъжва на 19 октомври 1494 г. за бургграф Хуго фон Лайзниг (1465 – 1538).
Баща му Ото е от 1460 г. съветник на маркграфовете на Бранденбург и 1461 г. в свитата на саксонския херцог Вилхелм III Смели († 1482) на поклонение в Светите земи.

## Фамилия
Албрехт Шенк фон Ландсберг се жени за Катарина фон Шьонбург-Хойерсверда, дъщеря на Вилхелм II „Стари“ фон Шьонбург-Хойерсверда († 14 април 1531) и Бригита фон Шлайниц († 1556), и има две деца:
- Вилхелм Шенк фон Ландсберг (* ок. 1500; † 3 май 1559), шенк на Ландсбург, Лойтен, Вустерхаузен-Бухолц, женен 1533 г. за Магдалена Ройс фон Плауен († 13 февруари/септември 1571), дъщеря на Хайнрих XIII Ройс цу Грайц († 8 юни 1535) и Анна Доротея фон Колдитц († пр. 1523)
- Маргарета Шенк фон Ландсберг († сл. 1533)

- Дворец Тойпитц ок. 1860
- Дворец Кьонигс Вустерхаузен
- Дворец Грос Лойтен ок. 1860